# Niafles
Niafles é uma comuna francesa na região administrativa da Pays de la Loire, no departamento de Mayenne. Estende-se por uma área de 8 km². Em 2010 a comuna tinha 360 habitantes (densidade: 45 hab./km²).